# 森田哲弥
森田 哲弥（森田 哲彌、もりた てつや、1930年1月2日- 2014年6月8日）は、日本の会計学者。一橋大学名誉教授。1990年日本会計研究学会会長。1972年日本会計研究学会学会賞受賞、1980年日本会計研究学会太田賞受賞、1979年日経・経済図書文化賞受賞。

## 経歴
神奈川県横浜市生まれ。1945年神奈川県立横浜第二中学校（現神奈川県立横浜翠嵐高等学校）第3年学年修了、海軍兵学校予科入学。1946年東京商科大学（現一橋大学）予科入学、1953年東京商科大学卒業。1954年東京商科大研究科退学。1956年一橋大学大学院商学研究科修士課程修了、1959年一橋大学大学院商学研究科博士課程単位修得退学。1962年一橋大学より商学博士の学位を取得。
1959年一橋大学商学部助手、1960年同講師。アレキサンダー・フォン・フンボルト財団研究奨学生としてフランクフルト大学留学を経て、1963年一橋大学商学部助教授、1971年同教授、1981年同大商学部長。1986年一橋大学附属図書館長。1993年一橋大学を定年退官し同大名誉教授の称号を受ける。1993年から日本大学経済学部教授。
この間名古屋大学経済学部・大学院経済学研究科、東京大学経済学部、長崎大学経済学部、広島修道大学経営学部、松山商科大学経営学部等で教鞭をとる。
また松山大学評議員、国税審査会委員、企業会計審議会会長、財団法人財務会計基準機構評議員、大学設置審議会専門委員、税理士試験臨時委員、公認会計士試験第3次試験委員等も歴任。
2008年、瑞宝中綬章受章。
2014年6月8日に肺炎のため死去した。84歳没。
岩田巌の弟子。弟子に新田忠誓一橋大学名誉教授や安藤英義一橋大学名誉教授（ただし片野一郎ゼミナール出身）、五十嵐邦正日本大学名誉教授、齋藤真哉横浜国立大教授等がいる。新田忠誓門下の佐々木隆志一橋大学教授や、空手家の浜井識安も森田ゼミナール出身。